# Hosszúlábú álfakusz
A hosszúlábú álfakusz (Xenicus longipes) a madarak osztályának verébalakúak (Passeriformes) rendjébe az álcsuszkafélék (Acanthisittidae) családjába tartozó faj.

## Rendszerezése
A fajt Johann Friedrich Gmelin német természettudós írta le 1789-ben, a Motacilla nembe Motacilla longipes néven.

## Alfajai
- Xenicus longipes longipes a Déli-szigeten élt.
- Xenicus longipes stokesi az Északi-szigeten mindig is ritkának számított. Múzeumi gyűjteményben is csupán a típuspéldányai találhatók, melyekről a fajt eredetileg leírták. Utoljára az 1950-es években került szem elé.
- Xenicus longipes variabilis a Stewart-szigeten élt, de ez az alfaj még egy ideig tartotta magát a közeli Big South Cape szigeten. A behurcolt patkányok pecsételték meg sorsát.

## Előfordulása
Új-Zélandon területén volt honos. Természetes élőhelyei a mérsékelt övi erdőkben és cserjésekben volt. Állandó, nem vonuló faj volt. Talán még ma is él a zord, tenger szabdalta Fiordland vidékén, bár ezt az egykor nagy elterjedésű fajt ma általában kipusztultnak tekintik.

## Megjelenése
Testhossza 10 centiméter körüli volt.

## Életmódja
Főleg gerinctelenekkel táplálkozott.

## Természetvédelmi helyzete
Az elterjedési területe elég nagy volt, utoljára 1972-ben észlelték. A Természetvédelmi Világszövetség Vörös listáján kihalt fajként szerepel.